# Fushi Copperweld
Pour les articles homonymes, voir FSIN (homonymie).
Fushi Copperweld, Inc. (en sinogrammes simplifiés : 傅氏科普威) est une entreprise commerciale sino-américaine dont le siège social se trouve à Pékin. C'est le plus important fabricant mondial de conducteurs électriques bimétalliques, c'est-à-dire un fil dont l'âme est faite d'un métal (dans ce cas l'acier ou l'aluminium) et la peau d'un matériau métallique différent (le cuivre).

## Origines et histoire
L'origine de la société actuelle se trouve dans une ancienne entreprise américaine productrice d'acier, fondée en Pennsylvanie en 1915 sous le nom de Copper-Clad Steel Company. Elle est devenue Copperweld Steel Company en 1924 et est cotée indépendamment à la Bourse de New York de 1940 jusqu'en 1999. Dès 1973, elle prend pour nom Copperweld Corporation, étant donné sa réputation de grande société diversifiée. À son apogée, Copperweld se vante d'un effectif de 4 000 employés dans 23 entreprises uniques.
Entre 1975 et 1999, Copperweld Corporation est une filiale de la société française Imétal S.A., gérée par le baron Guy de Rothschild.  À l'occasion de sa vente en 1999 au conglomérat LTV Corporation, elle est nommée LTV Copperweld. Malgré les bénéfices importants constants qu'elle génère pendant plus d'une décennie, LTV Copperweld fait faillite en 2000, victime des carences financières de sa nouvelle société mère.
Obéissant à l'injonction du juge, LTV Copperweld cesse d'exister en 2005, et toutes ses anciennes filiales sont soit vendues à des concurrents, soit rétablies en tant que sociétés indépendantes à responsabilité limitée, parmi elles, Copperweld Bimetallics LLC. C'est la seule des filiales de la défunte LTV Copperweld à retenir le nom historique, et elle en garde aujourd'hui la marque déposée.
Prise en son établissement de Fayetteville dans le Tennessee, Copperweld Bimetallics LLC est achetée en 2007 par Fushi International, un fabricant chinois de fil d'aluminium cuivré (dit « CCA », d'après l'anglais copper-clad aluminum), situé à Dalian. L'achat est notable, parce que c'est le premier investissement important dans le Tennessee de la part d'une entreprise de la République populaire de Chine. Depuis lors, la société combinée s'appelle Fushi Copperweld. Depuis octobre 2007, elle est cotée au NASDAQ sous le sigle FSIN .
En 2010, Fushi Copperweld étend ses activités en achetant deux usines chinoises productrices de fil CCA et de câbles électriques. En 2011, pour mieux s'établir en tant que puissance économique chinoise, l'entreprise déménage son siège social et s'installe dans la capitale chinoise, Pékin, bien qu'elle garde son usine vedette à Dalian.
Continuant son trajet de croissance, Fushi Copperweld acquiert en septembre 2011 la société Leaf Business Holdings Belgium (l'ancienne S.A. des Usines à Cuivre et à Zinc de Liège.

Fils CCA

## Filiales
- Fushi (Dalian) Bimetallic Cable Company Ltd. à Dalian dans la province chinoise de Liaoning
- Dalian Jinchuan Electric Cable Company Ltd. à Dalian
- Fushi International (Jiangsu) Bimetallic Cable Company Ltd. à Yixing, dans la province chinoise de Jiangsu
- Copperweld Bimetallics LLC à Fayetteville dans le Tennessee aux États-Unis
- Copperweld Bimetallic Products UK Ltd. à Telford dans le comté de Shropshire en Angleterre
- Copperweld Tubing Europe SPRL à Liège en Belgique

## Produits
Fushi Copperweld fabrique principalement trois produits:
- le fil CCA
- le fil CCS (copper-clad steel en anglais, soit « acier cuivré »), et
- les jeux de barres en aluminium cuivré.

L'avantage de ces produits vis-à-vis des conducteurs en cuivre massif, c'est un coût moindre et un poids plus léger.